# 中華高鐵聯盟
中華高鐵聯盟是台灣高速鐵路競標聯盟之一。另一聯盟是台灣高鐵聯盟（今台灣高鐵公司）。中華高鐵聯盟是由時任中華開發銀行董事長劉泰英主導，成員包括中華開發、中華工程、榮工處、廣三集團、宏國集團、霖園集團、東帝士集團、中國鋼鐵、華新麗華。其高鐵技術與日本新幹線合作，而台灣高鐵聯盟與法商阿爾斯通公司（GEC Alstom）、德商西門子合組成的歐鐵列車（EUROTRAIN）簽訂協議書。中華高鐵聯盟最後在決標中落敗，但台灣高鐵聯盟得標後改採前者使用的新幹線技術作為系統基礎。